# Polymeridium chioneum
Polymeridium chioneum är en lavart som först beskrevs av Jean François Montagne, och fick sitt nu gällande namn av R. C. Harris. Polymeridium chioneum ingår i släktet Polymeridium och familjen Trypetheliaceae.   Inga underarter finns listade i Catalogue of Life.